# 玩具

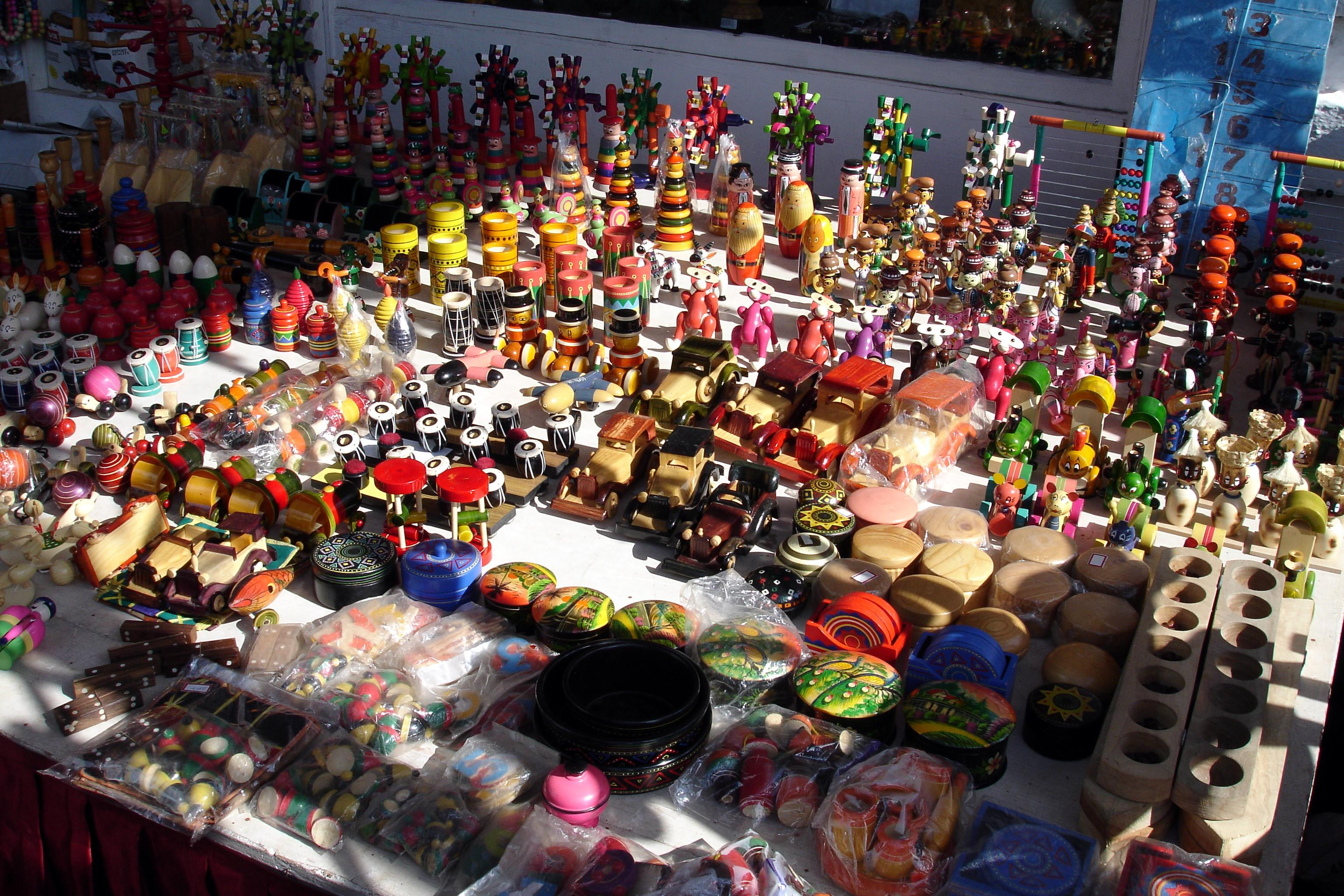
インドの伝統的な木製玩具。（チャンナパトナにて。この町は木製玩具の製造で有名）

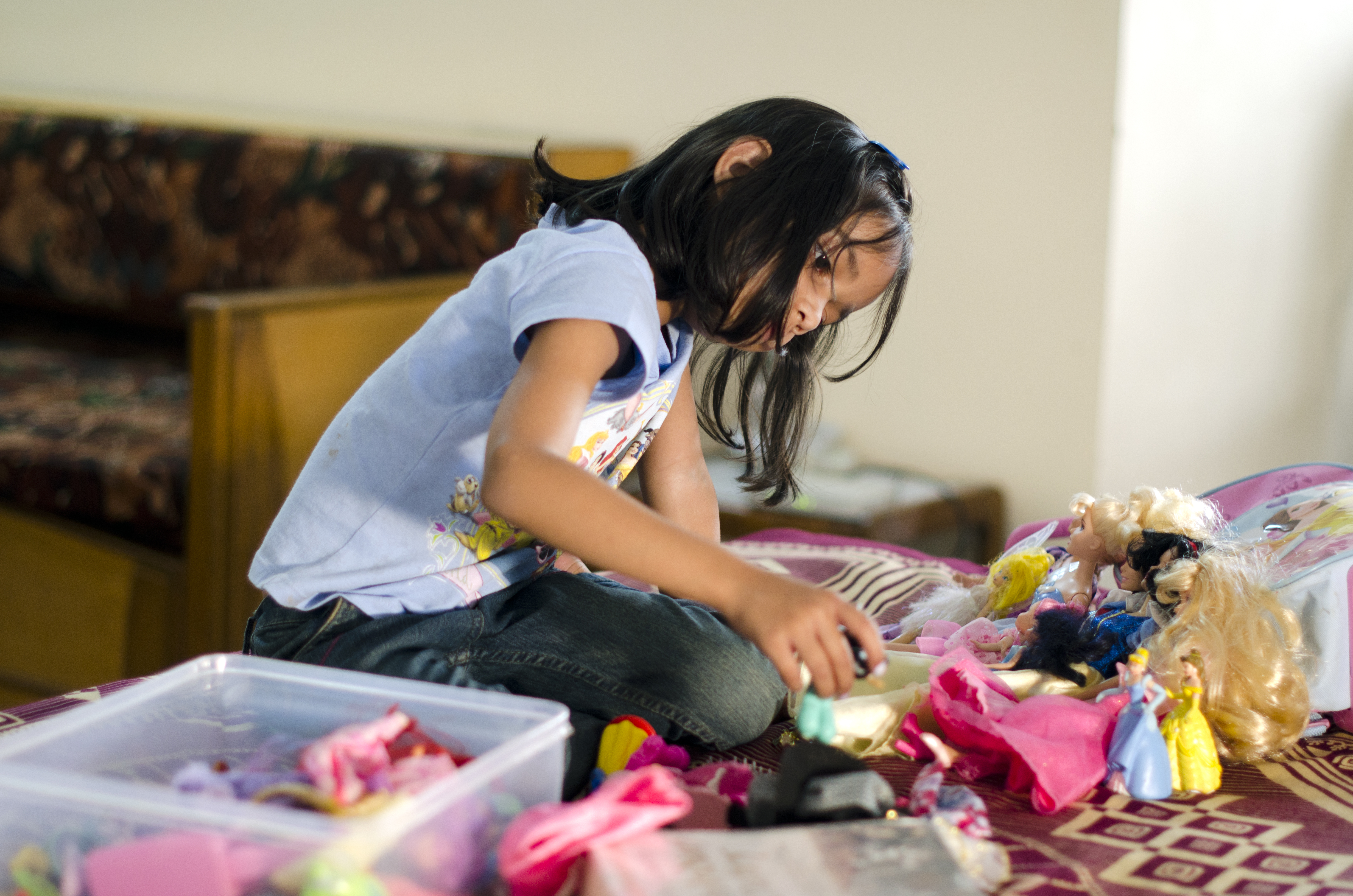
バービー人形で遊ぶ女の子。バービー人形はアメリカだけでなく世界的に人気である。

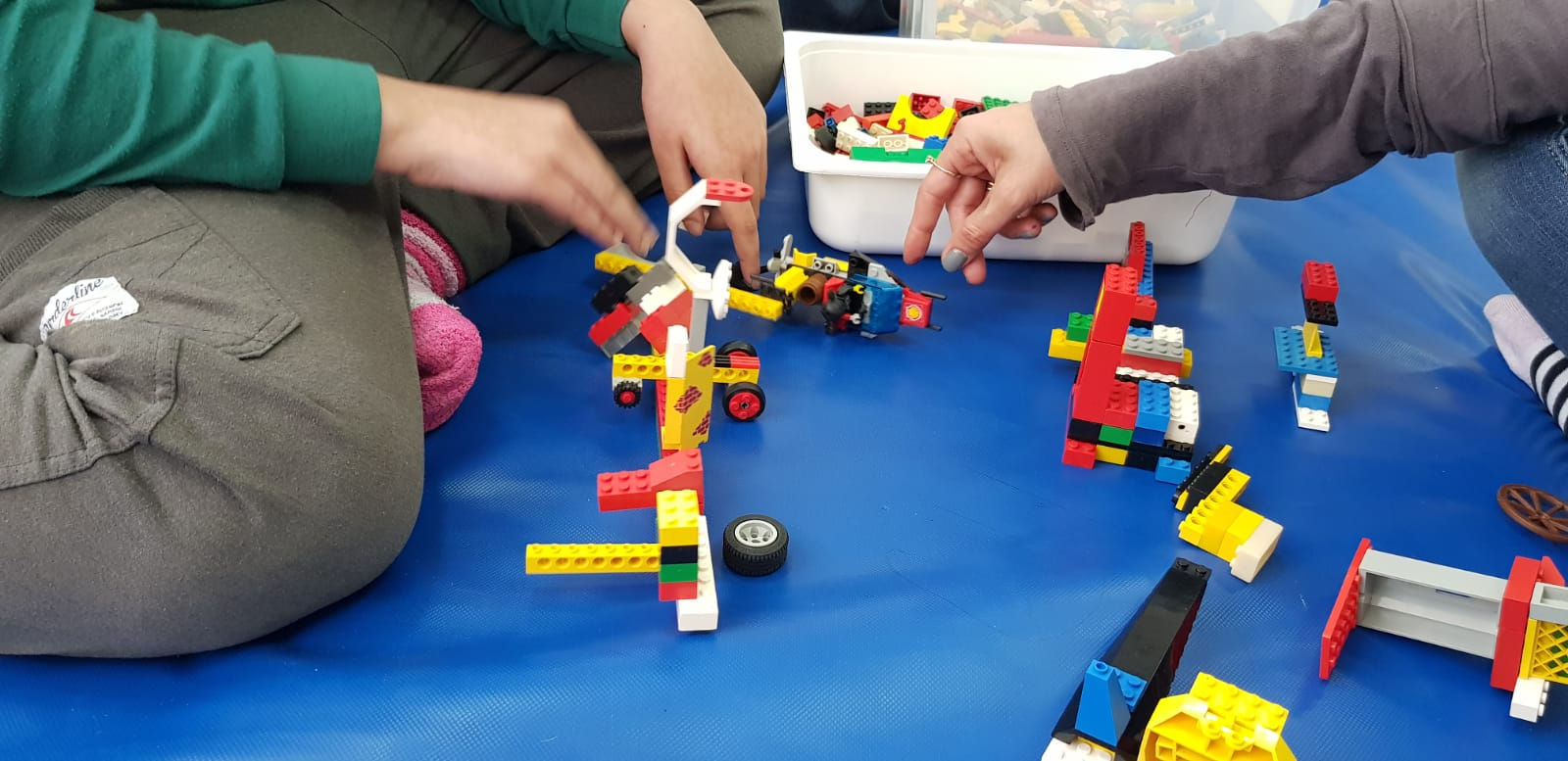
LEGOブロック

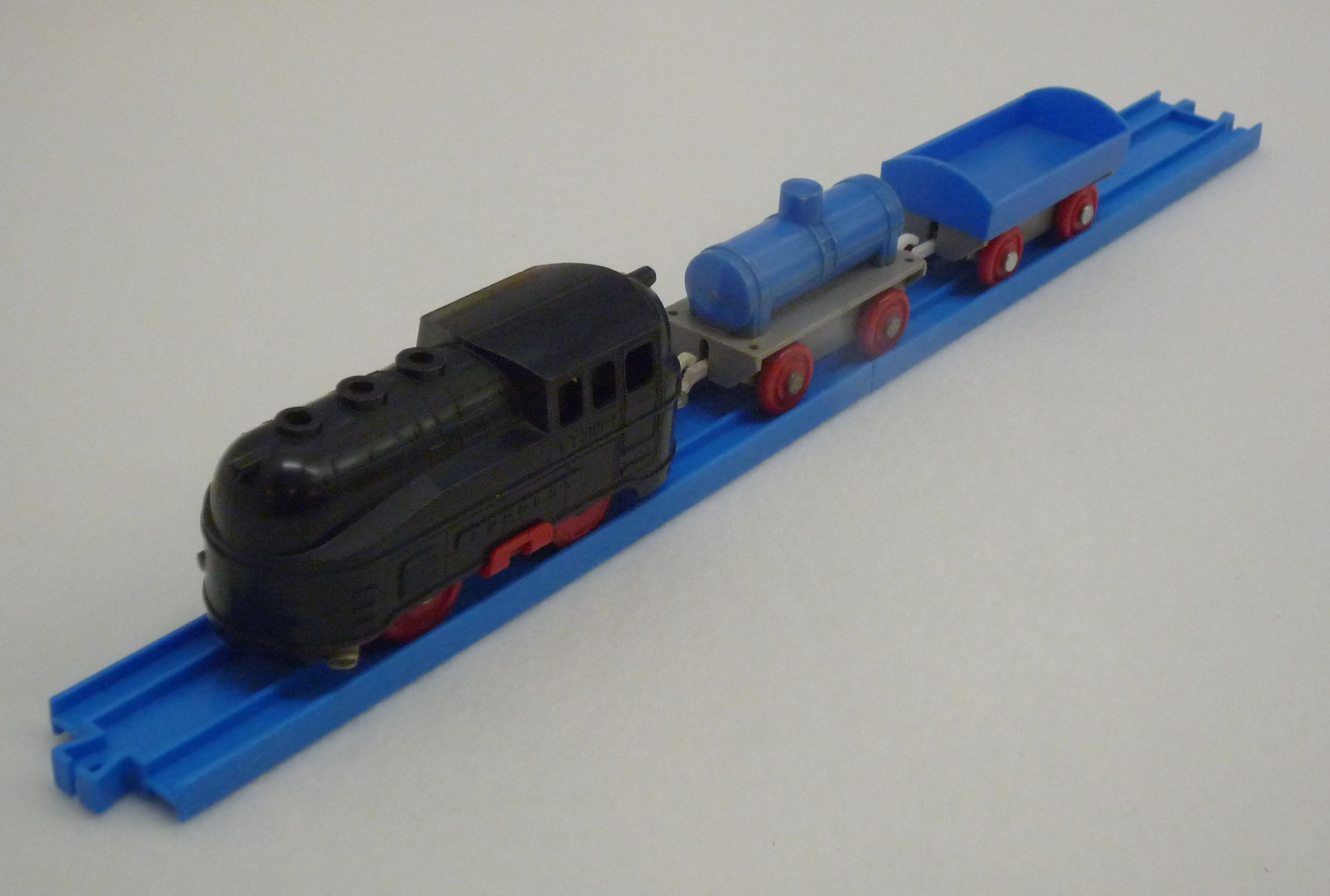
プラレール。子供向け鉄道模型玩具。

玩具（がんぐ、おもちゃ、英: toy）は、遊びのための道具。翫具とも表記される。遊び道具とも。

## 概要
おもちゃの語源は平安時代の「手に持って遊ぶ」行為である「もて（もち）あそぶもの」であり、これが室町時代に省略と接頭語の添付を経て生まれた。漢字の「玩具」も同じ意味を表現して成り立った。英語の「toy」という単語の発祥はわかっていないが、少なくとも14世紀頃には用いられていた。
数多い種類の玩具がデザインされているが、他の用途向けの道具などが玩具に適さないというわけではなく、たとえば子供が文房具や道具ですらない木切れを手に持って遊べばそれは玩具として機能する。子供にとって遊びは余暇ではなく生活行動そのものであり、その中で玩具は活動の方向性を作り出す。遊戯の目的である、自然法則を理解するための準備や文化・社会生活へ適応するための訓練は、玩具の意義にもそのまま当てはめることができる。
通常、玩具は子供向けの道具と捉えられがちだが、実際には大人も玩具で遊ぶ。
また玩具を与えられたペットが玩具で遊ぶだけでなく、野生動物が（彼らにとって身近なものを）玩具として使うことは決して珍しくない。例えば、イルカが水中で自分の呼気で作った空気の輪を通って遊ぶことなどもこれに当たる。

玩具の起源は非常に古く、先史時代まで遡る。ただしそれらは当初から子供向けに製作されたものではなく、大人が用いていた宗教の祭祀や生活における様々な道具が子供に下げ与えられたことに発すると考えられる。
玩具の範囲については、テレビゲーム類も玩具であることは言うまでもないが、
他にもロボットも玩具に入れることが出来、蒐集家が収集し眺めて楽しむものも玩具に含めることができる。

## 玩具の歴史

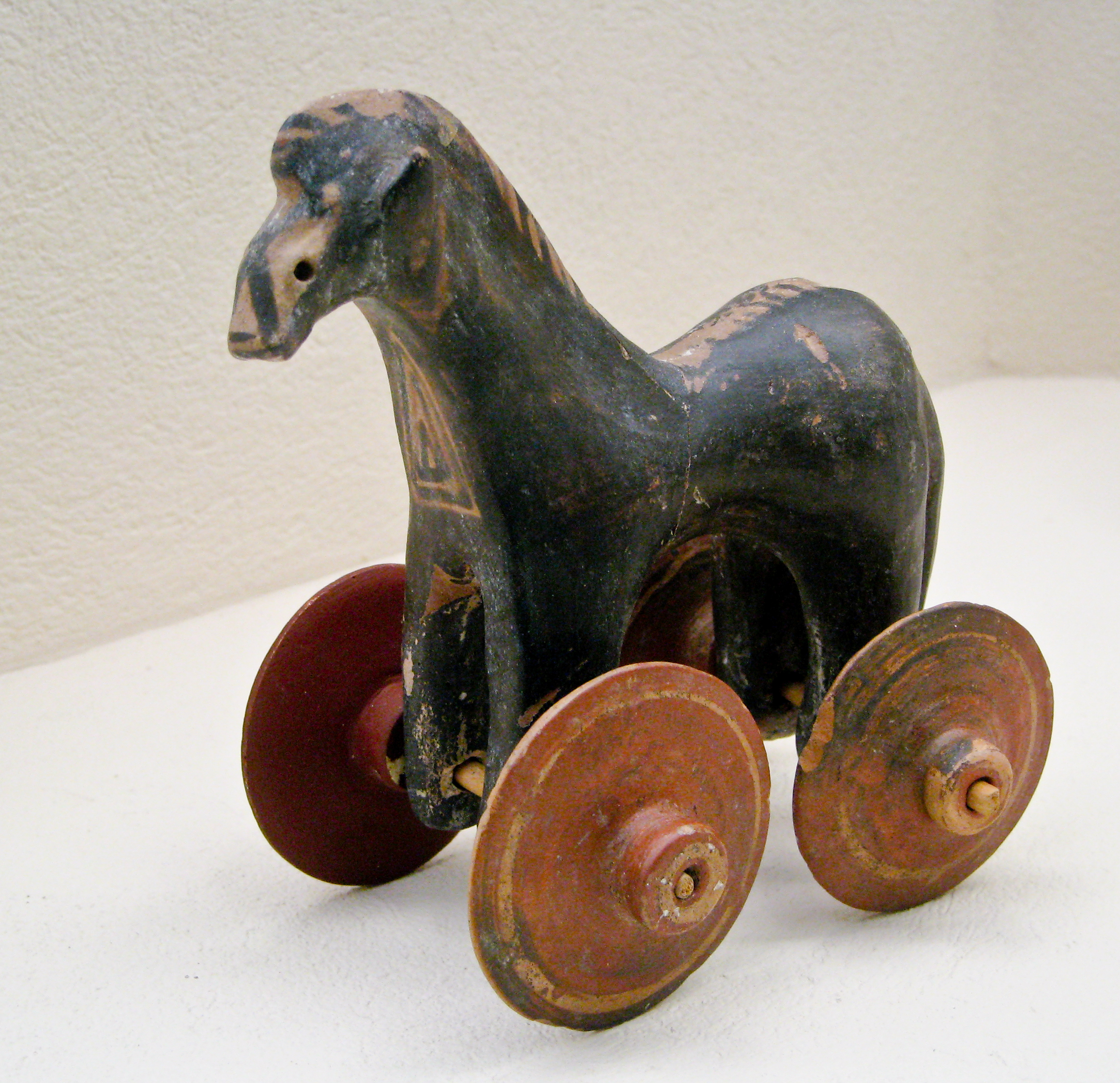
古代ギリシアの子供用馬の玩具。紀元前950-900年頃の墓地から発掘された。アテネのケラメイコス考古学博物館所蔵

### 古代
古代文明の遺跡からは、玩具やゲームが発掘されており、それは文字の発明よりも古い時代に遡る。紀元前3000-1500年前のインダス文明跡からは、小さな荷車や鳥の形をした笛、張った糸を滑り下りる猿のおもちゃなども見つかった。数千年前の古代エジプトには、手足を動かせる上にかつらをつけた石・粘土・木製の人形や、貝殻製のガラガラがあった。墳墓からも、兵士や奴隷の人形のほかにボールが副葬品として発見された。

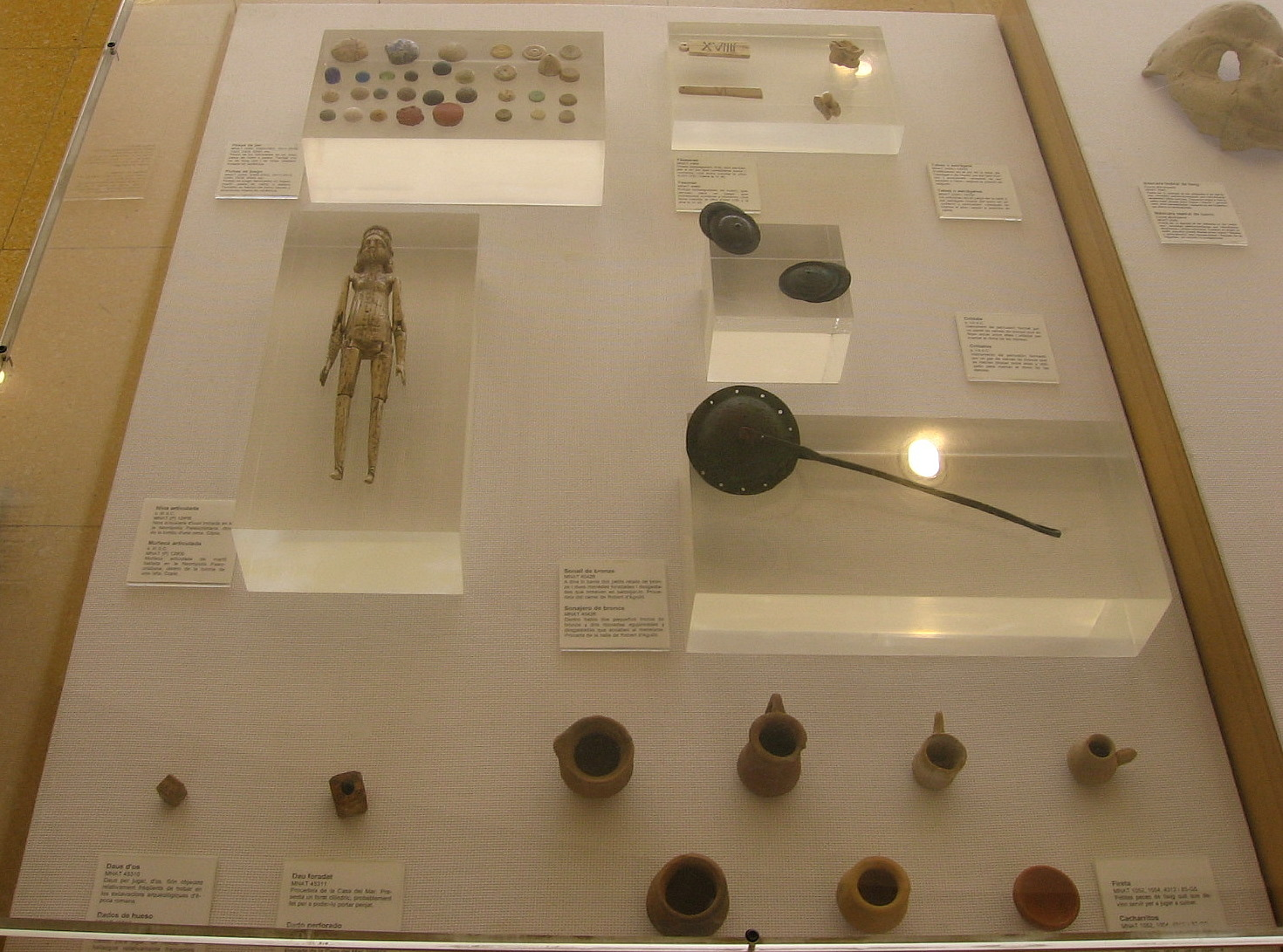
ローマ時代の玩具の展示。人形、サイコロ、ガラガラ、皿など現代の子供にも馴染み深いものが多く含まれる。

古代ギリシアや古代ローマでは子供たちは蝋や焼物で作られた人形や棒、弓矢、ヨーヨーなどで遊んでいた。大人になると、特に女性は子供時代に遊んだこれら玩具を神に供えることが恒例となっていた。14歳頃の少女が結婚の前日に、成人になる通過儀礼として人形を寺院に奉納していた。
しかし、これらは必ずしも子供に与えるものとして製作されたものばかりではない。古代ギリシア・ローマの遺跡から見つかる人形類、鈴や鳴子などは元々呪術や祭事などで使われた器具類と考えられる。これは遊びそのものにも当てはまるが、古代または素朴な社会での玩具は大人が何らかの目的を持って使用した道具が、その意味を喪失したりまたは変化した結果、子供に与えられるようになったと考えられる。子供の側から見れば、大人が執り行った様々な行事や行動を模倣する遊びにおいてこれらの道具を用い、これが玩具となったと考えられ、その意味では玩具は子供が発明したとも言える。この例には、日本において特別な日に屋外で食事をする「盆飯」や「辻飯」が変化したままごと、アメリカ先住民族では本来鹿の狩猟道具だったボール、東南アジアでは宗教儀礼として発したブランコなどもある。

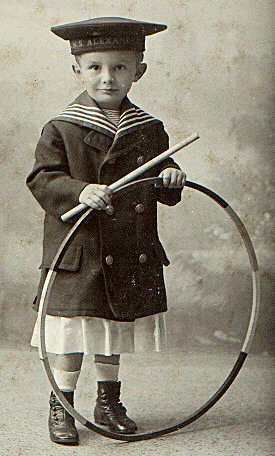
輪回しの輪と少年。この輪回しの輪は多くの文化圏で古くからよく知られている玩具である。

### 中世
玩具が商業製品となるのは11世紀頃のイギリスに見られ、手工業で生産された玩具が市場や城などに持ち込まれて販売されていた。その後行商人が取り扱うようになり、商業地での流通や貿易も行われるようになった。
古くから玩具の典型のひとつである人形も、伝統的で素朴なものだけでなく、高価なものも作られるようになった。ロシア皇帝ピョートル1世はヨーロッパ化を推進する一環としてドールハウスを購入しているが、これも文化財としての側面を重視した決定だった。16世紀は、ドイツのニュールンベルクで錫製兵隊人形の大量生産が始まり、またぜんまいばねを用いた初期のおもちゃが開発されるなど、玩具が普及を迎えた時代でもあった。クリスマスのときにツリーに吊るしたりする習慣や、サンタクロースから贈られるという寓話もこの頃に生まれた。

### 近代
18世紀から19世紀にかけて起こった産業革命を通じて安価で大量生産が可能になると玩具はさらに普及した。切り絵や工作用または着せ替え人形の服など玩具の材料に紙が使われるのもこの頃である。
日本でも庶民の間で広く玩具が広がったのは江戸時代中期以降であり、それまでは宮中の行事用や上流階級の遊び用であった様々な道具に起源をもつ玩具が一般層に広がった。『日本永代蔵』では風車職人の話があり、元禄文化時代には家内制手工業による生産と露天商や行商等の販売、そして庶民文化と生活の発展による消費が成り立った。また、自然素材を用いたからくり玩具も江戸時代の庶民に普及した。
19世紀に玩具は大きな発展を見せた。「ママ」としゃべる人形が登場し、ぜんまい仕掛けの玩具も精巧になり、1851年に開催されたロンドン万国博覧会では当時最先端の玩具が多数出品された。また、幼児教育と玩具の関係が重要視され始めたのもこの時期である。

### 現代

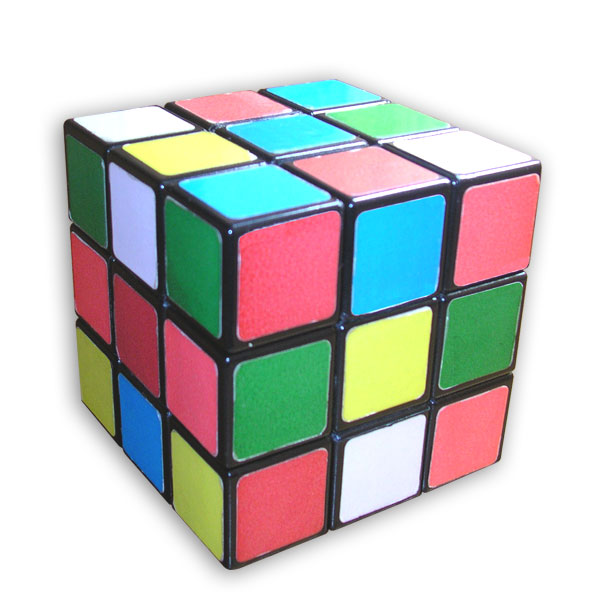
1980年代に流行した立体パズル、ルービックキューブ。

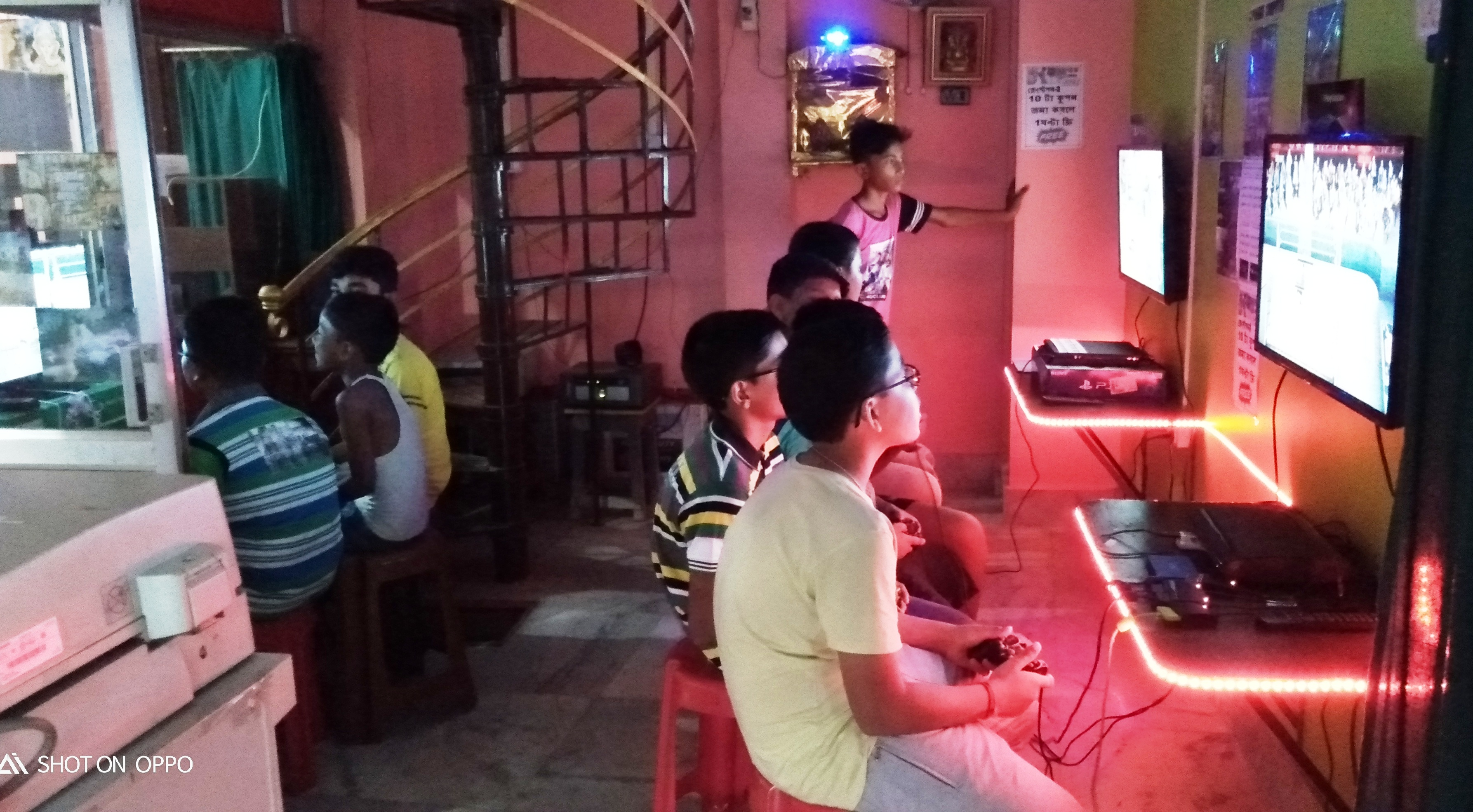
現代の子供たちは自由時間はテレビゲームで遊んでいる割合が大きい。

20世紀に入ると、玩具にも様々な技術革新が導入された。経済の安定的成長とテレビの普及など大量消費社会では、玩具市場も急速な拡大を見せた。1960年代には合成樹脂などの新たな素材が普及し、これをさらに加速させた。1970年代からは半導体を使用するハイテクおもちゃが現れ始め、1979年のインベーダーゲームのブームに端を発するテレビゲームが普及し、玩具の有り様に大きな変化をもたらした。さらにメディアミックスを用いて漫画やアニメーション、インターネットなどと関連させ市場への訴求力を高めた玩具が販売されている。伝統的な玩具を製造販売する企業には、ハイテクおもちゃに長年の市場を奪われていることに対抗し、昔からの玩具をテレビゲーム化してインターネットで対戦できるような分野に進出してその販売力を高めている企業もある。
偶然の発明が新しいタイプの玩具を生むことがある。例えば、第二次世界大戦時にアール・ウィリックが合成ゴム代替に発明した「nutty putty（愚かなパテ）」が、後にピーター・ホジソンによって幼児用の玩具として見出され「Silly Putty（おかしなパテ）」として商品化された。

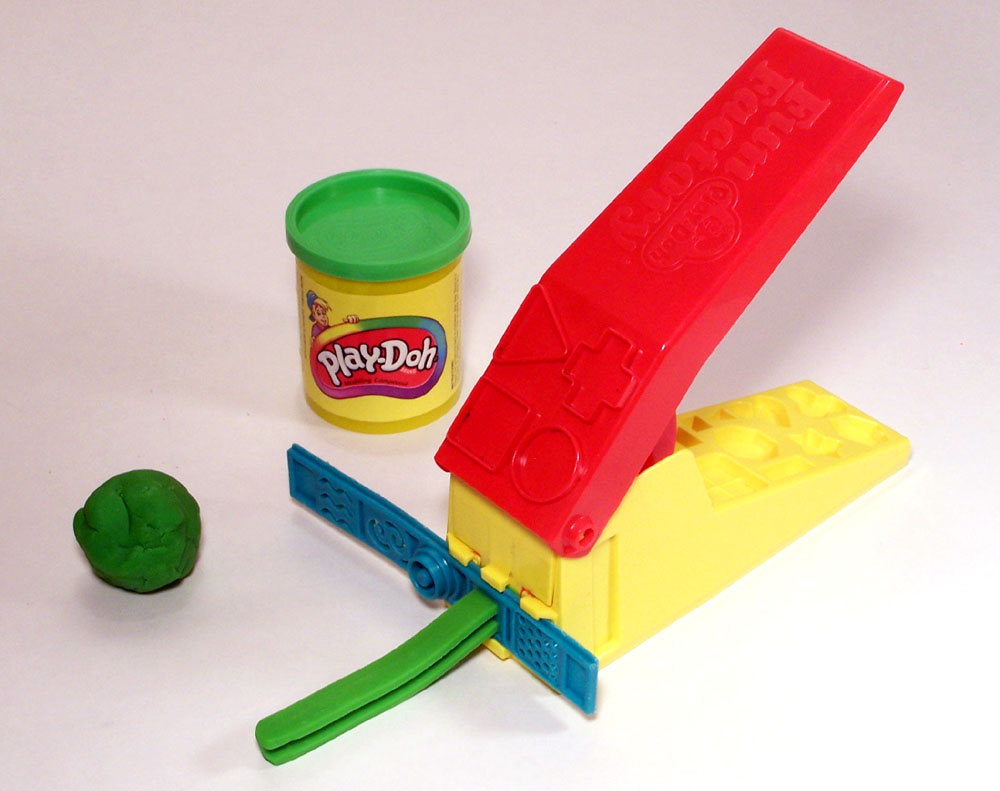
プレイ・ドーは壁紙掃除用の素材を使用している。

また、小麦粉を主な材料にした粘土であるプレイ・ドーは、元々壁紙の清掃用に開発されたものである。
2007年のニュルンベルク国際玩具見本市にて、ジェーン・ツイミーは世界の玩具市場は年間670億ドルと推計した。これは前年比5.2%の伸びであり、日本を除くアジアやアフリカ、ラテンアメリカそしてロシアでは今後も伸びが期待されると解説を加えた。この市場を前に玩具を大量生産で提供する多くの企業が、コスト削減のために低賃金の地区に工場を構えた。例えばアメリカで流通する玩具の75%が中国製である。

## 子供の発育用玩具

### 理論と普及の経緯
遊びは子供の成長に大きな影響を与える。数々の玩具は、発育や様々な機能の発達に刺激を与える重要な道具である。ドイツのフリードリヒ・フレーベル（1782年-1852年）は人間形成において玩具の重要性を初めて主張し、1831年に世界初の幼稚園を創設した。彼は「恩物の理論」の中で、玩具とは自然の法則を理解するために神が与えた道具と定義づけ、幼児の成長段階において必要な種類の玩具を分類した。これによると、最初には毛糸を巻きつけた小さめのボールを与えるべきであり、次は木製の球と立方体、続けて(3)分割された立方体、(4)八面体、(5)立方体の面を二回ずつ切断した27片、(6)棒や水晶型など複雑な27個の積み木という段階を設定した。この積み木は「恩物」という名がつけられた。フレーベルは1837年にブランケンブルクで「子供の労働意欲を育てる会」を作り、ボールやさいころなど様々な玩具を製作した。
イタリアのマリア・モンテッソーリ（1870年-1952年）は、独自の教育法（モンテッソーリ教育）を実践するために200種類もの教育玩具（教具）を開発した。これらは、感覚教育、言語教育、算数教育などそれぞれに目的を持つが、子供が自ら遊ぶ中でこれらの主題を発見し、身につけることで社会への適応性を育て、人格を形成するための補助となるように考えられていた。
日本では、1871年（明治4年）に慶應義塾が遊具を設置し、1873年（明治6年）には内務省が教育玩具の普及を目的に製造業界に製品の販売を促した。文部省も乗り出し、『小学読本』でボール遊びのひとつとして野球の記事を載せたり、『童女筌』でけん玉遊びを奨励するなどの活動を行った。1879年（明治12年）にはフレーベルの理論を紹介した『幼稚園法二〇遊嬉』を発行した。1914年（大正7年）には幼稚園・小学校の教材に折り紙が加えられた。第二次世界大戦中には模型飛行機などの軍事色が強い玩具が学校教育に導入されたが、戦後にはこのような戦争玩具は教室から排除された。

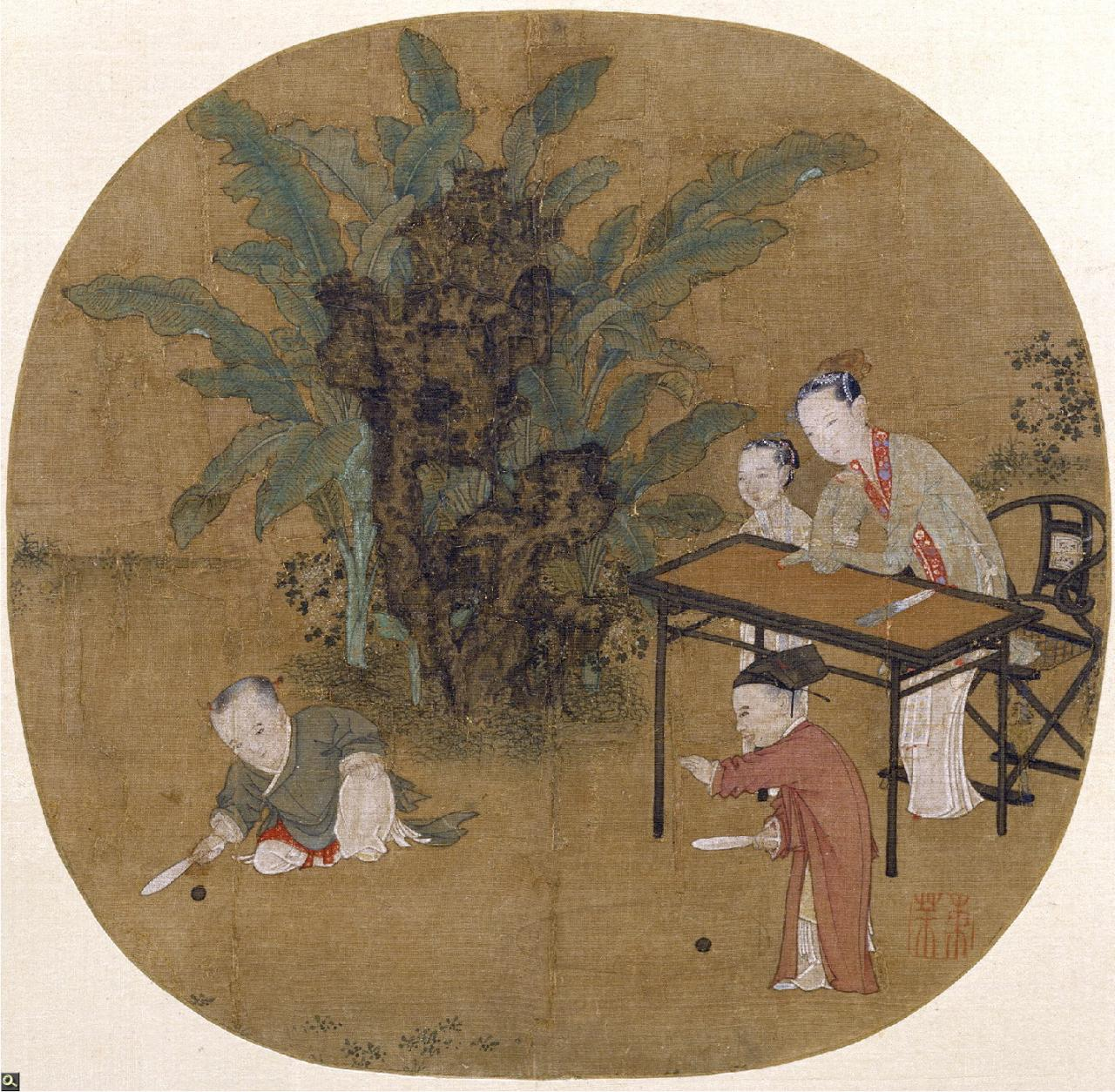
二児がパドルボールで遊ぶ光景を描いた絵画。中国、宋代の画家・苏汉臣（1130-1160年頃に活躍）が描いた。

### 現状
最も単純な玩具のひとつである木製の積み木は、心の育成において最良の玩具とも言われる。メガ・ブランズ社マーケッティング担当役員のアンドリュー・ウィットキンは、情報誌『Investor's Business Daily』で「それ（積み木）は、眼と手指の共同作業を発達させ、数学や科学の技能、そして想像力を子供に芽生えさせる」と話した。おはじきやお手玉、ボール遊びなども同様に、心身を駆使して空間認識や原因と結果の繋がりなど様々な能力を育てる有効な教材になるとウィットキンは述べている。
児童の成長に影響を与えるめざましい玩具のひとつに、プレイ・ドーやシリーパティーおよび家庭で作れる同じような成形用粘土類がある。ウェルズリー大学幼児学習センターの教育担当メアリー・アッチーは、このような種類の玩具がなぜ子供の身体的発達、認知力向上、情緒教育の有効性および社会性の発達に影響を与えるのかを説明した。

### 知育玩具
特に幼児や児童向けに思考や創造性を重視して開発された玩具の一種知育玩具では、認知心理学や感性工学および人間工学などの考え方を組み入れ、またこれを用いて一緒に遊ぶ親子の行動分析を通じて、知能や情緒の形成、認知的発達の仕組みを知り、玩具の設計にフィードバックされている。これらには、ブロックや積み木からプレスクール用玩具、幼児用玩具類、楽器や絵本から幼児用キャラクター製品などが含まれる。
子供の玩具に対する好みは、視覚的には暖色で光を発するものを、聴覚は特に幼少時に反応する律音から成長に応じて調音が、触覚では先ず掌で掴めるものから徐々に身体全体で感じられるものへと変化する。嗅覚に訴える効果は充分な成長を経ないと関心を引き起こしがたい。玩具そのものの運動についても強い関心を持ち、それは成長に伴って細かな動きに目を向けるようになる。
また、認知症の高齢者への治療のひとつに玩具を用いる例もある。心理療法の手段のひとつ回想法 (Reminiscence) の手段として懐かしい玩具などを用いた記憶発想への刺激を行ったり、幼児向け知育玩具のゲームを通じて感覚を刺激する試みも行われている。

## 性差
ある種の玩具、例えばバービーの人形は女の子向け（または大人の女性向け）で、一方GIジョーは、男の子向け（または大人の男性向け）という風に分けられる。研究によると、18ヶ月未満の乳児でも性別によって玩具の選択が分かれるという結果がある。
日本でも、業界分類等で「男児玩具」と「女児玩具」はそれぞれ別に分類されており、前者には模型玩具や乗り物など、後者には人形とその周辺道具類などがある。キャラクター人形やごっこ遊びの玩具類も男児向けと女児向けがそれぞれ区分される。

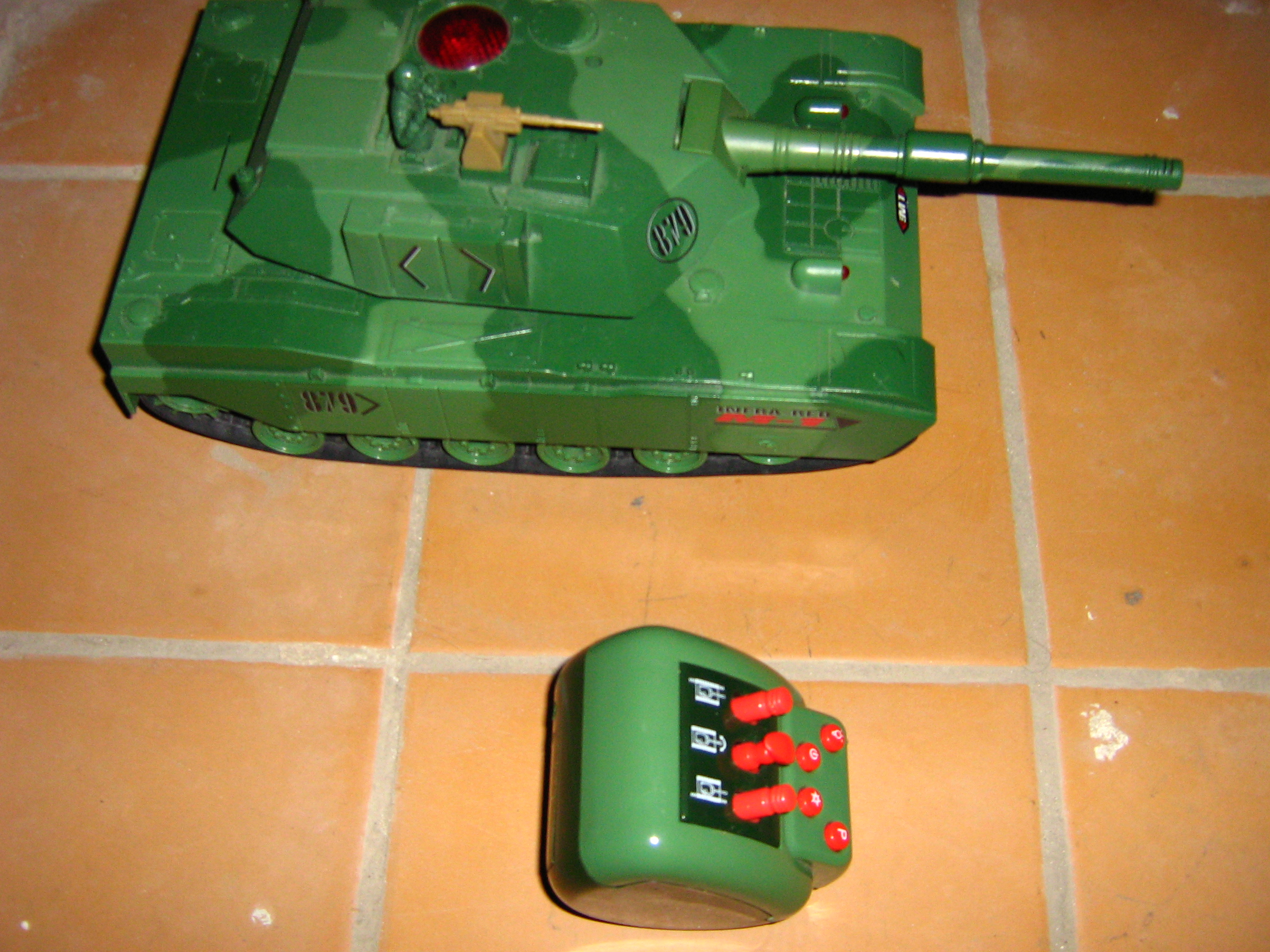
戦車の玩具。男児向け玩具の典型。

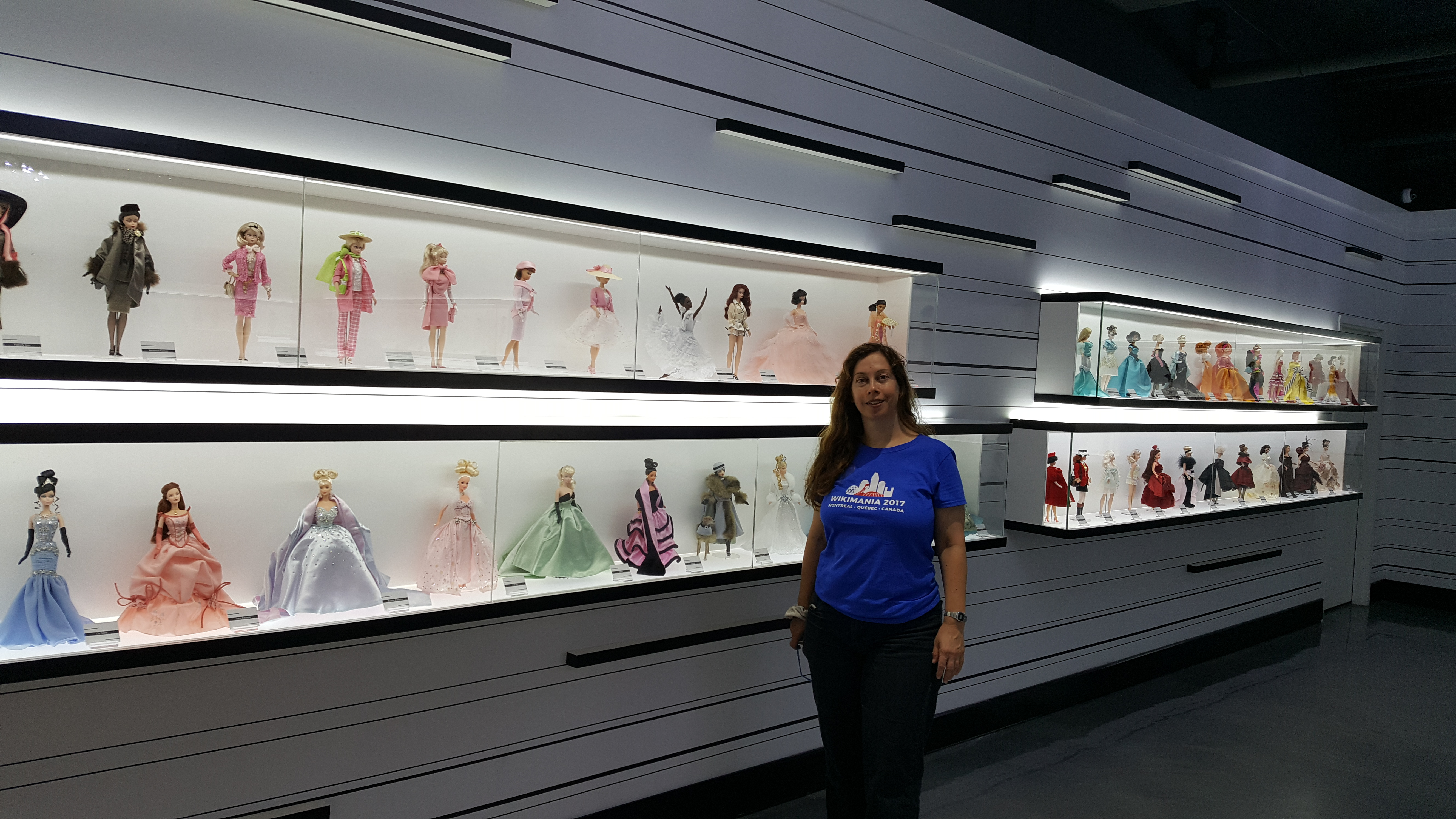
大人の女性もバービー人形が好きで、「大人買い」をして、収集することも。

## 種類

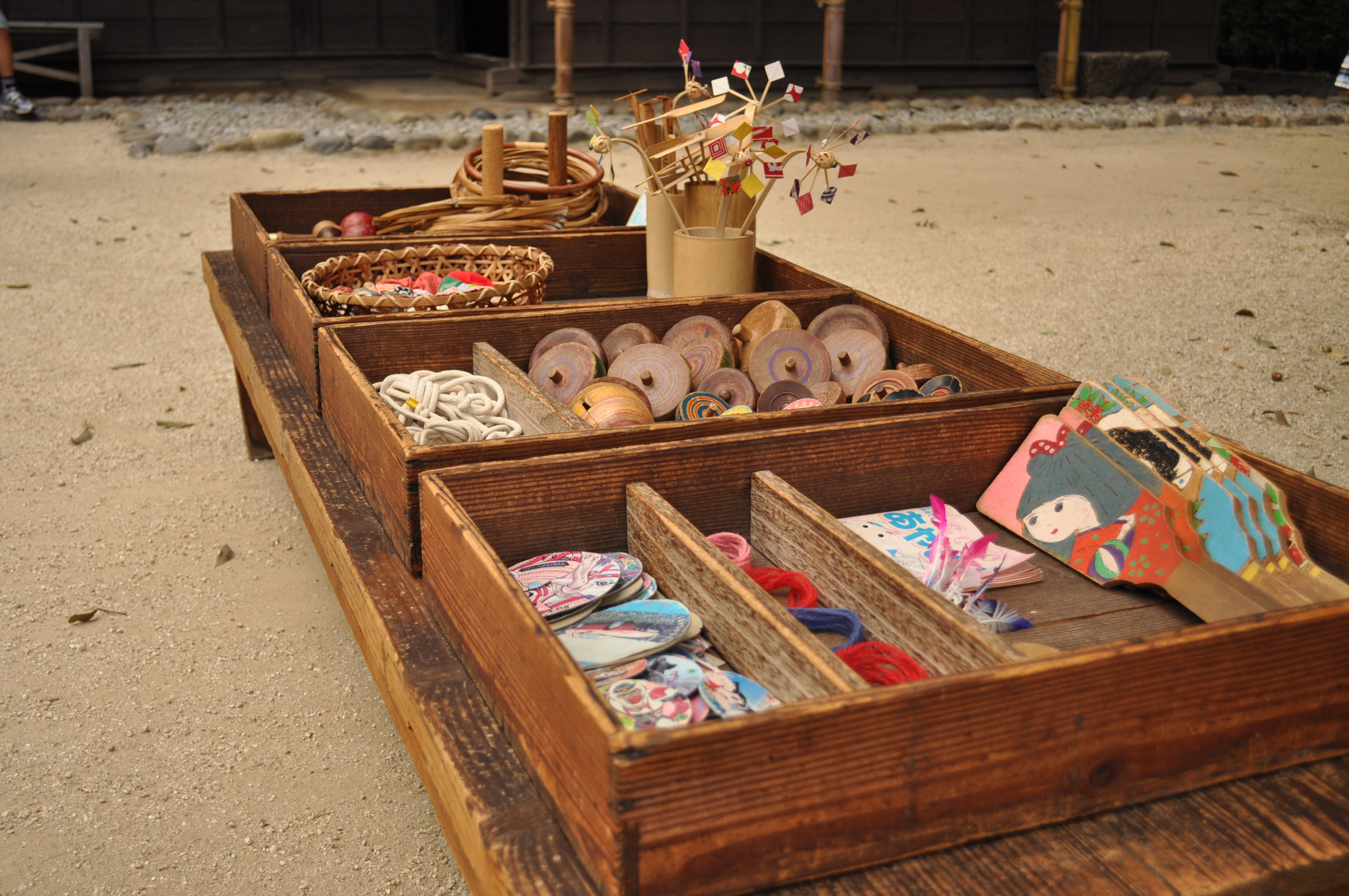
日本の伝統的おもちゃたち
こま、羽子板、風車、竹とんぼ、お手玉、輪投げ、めんこなど

### 乳児用玩具

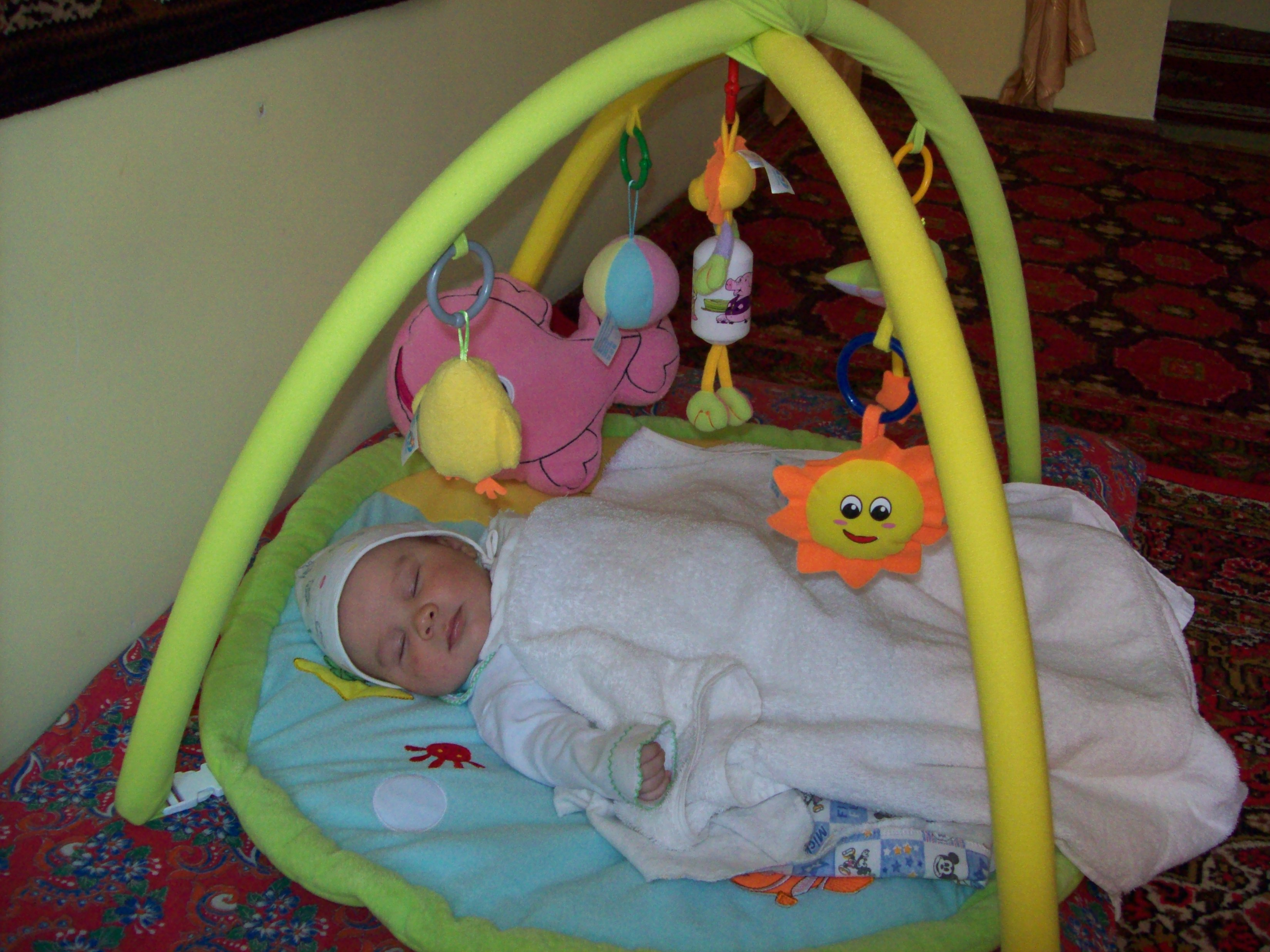
幼児の頭上に吊るされた玩具

生後、赤ちゃんに最初に与えられる玩具が、未発達の聴覚や視覚に働きかける「ながめ玩具」と呼ばれる種類である。これらは手に取って遊ばせるものではなく、乳児をあやすことを目的とする。赤など暖色が多く用いられながら刺激は弱められ、澄んだ音を連続的または間歇的に発すものが好まれる。生後一ヶ月を過ぎた頃になると緩やかな動きがあるものが好ましい。ガラガラは普遍的な乳児用玩具であり、メキシコ民族が用いたさとうきびの茎製、エスキモーのアザラシの皮製など多様な素材から作られたものがあり、これらは乳児期に音が大切な発達要素であったことを各民族が認識していた傍証になる。
天井に吊るしたり棚などに置いたりしてモビールが回転する玩具（メリー、ベビーメリー、オルゴールメリーなど）も多く、また風車やガラガラなどを親が手に持って見せる限りはこれらもながめ玩具の範疇に入り、日本のでんでん太鼓は乳児には扱えるものではないため、この用途専用のものだった。これらを持って遊ぶ様子は生後三ヶ月頃から見られ始め、手に持つための適度な大きさや、口に含むことを念頭に置いた安全性などを考慮した製品が設計される。乳児が這って動ける頃には、全身運動の興味に答えるおきあがりこぼし(en)などが与えられる。

### 人形やぬいぐるみなど

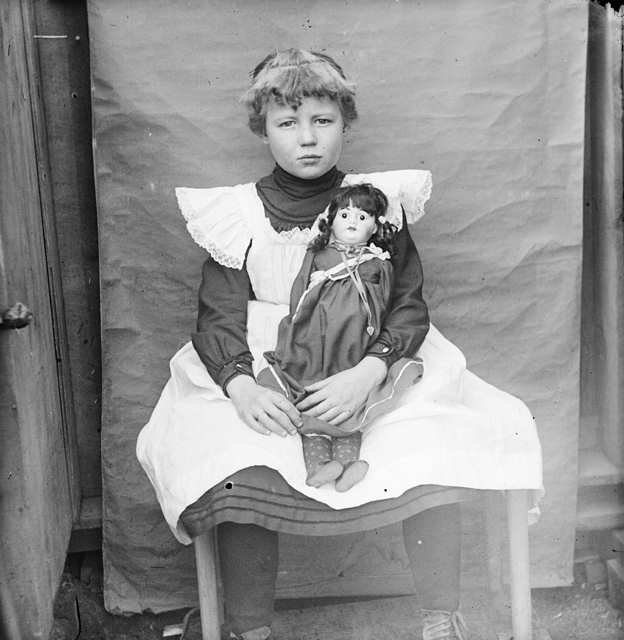
人形を持つ女の子の写真。1900年代

長い歴史を持つ人形には多様な種類がある。幼児向けには人間や動物を象った単純な人形やぬいぐるみが与えられ、これが概念の初期形成に寄与する。当初こそ幼児はただ触って遊ぶに過ぎないが、やがて仮の人格を与え、食事や排泄など生命があるようにみなし、遊び相手や友人として扱うようになる。これは動物のぬいぐるみなどにも当てはまる。
人間の成長を通して、人形が玩具である期間は長い。幼児から成長すると、ままごとなど遊びが高度化するに伴い、人形にもさまざまな機能を求めるようになる。これに対応し、手足が可動なものからぜんまいなど動力を備えて動く人形、泣いたり眼をつむったりするものが作られている。さらに、人形用の衣類や家具などのお道具類等も整備された。
人形の起源は民間信仰の道具だったと考えられる。被災や罹病などの身代わり、豊作などの祈りの対象、そして権力者の墓に埋葬される品であったりした。日本で人形が子供用玩具となるのは、8世紀頃に始まり、江戸時代に広まった。そして芸術的・工芸的な要素が加えられ、地域の特色を帯びる郷土玩具の一体系となった。衣服をつけた人形も8世紀のヨーロッパで作られ始め、14世紀に華やかさを増した。

### 模型

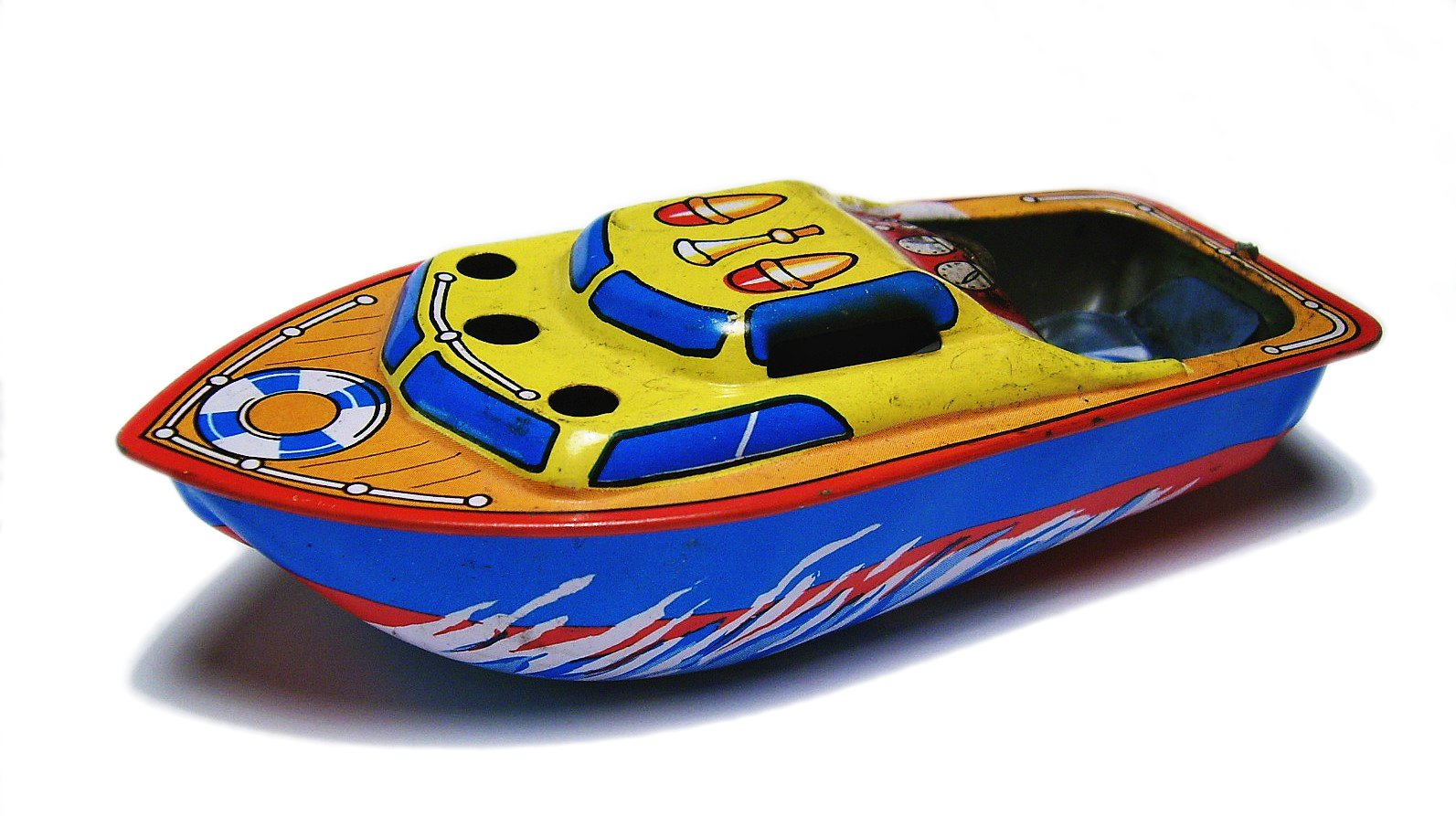
おもちゃのボート

古くから子供は様々な乗り物の模型を玩具にして遊んでおり、古代ギリシアの陶芸品から二輪のカートで遊ぶ子供の図柄が発見されている。自動車や電車または飛行機など乗り物の模型は、所有欲を満たす玩具である。子供の場合は、実体験で見聞した乗り物を再現する性質が強く、結果的に荒く扱って壊されやすい。10代以上になると科学的な興味を満たす傾向が強まり、玩具へ精巧さを求めるようになって材質や実際に駆動することなどにも目を向ける。さらに電車ならばゲージなど様々な周辺部品を加え、飛行機ならば実際に飛ばせるものなどへと、高度かつ高価なものとなってゆく。

### 音響玩具
子供の聴覚に訴えかける玩具の種類がある。乳児期のガラガラなども該当するが、手を使う遊びの延長として太鼓やタンバリン、口に含む行動から笛などの玩具がこれらに相当する。さらに、成長に伴い使われる子供向けの楽器類なども玩具に相当する。

### 練習玩具

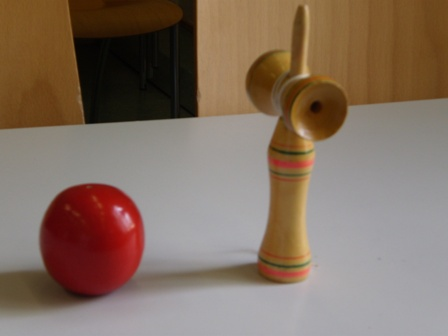
けん玉

玩具を用いて行う遊びのうち、目標を上手く達成することに楽しさを感じ、その技能を上達させる目的で遊ぶものを練習玩具､スキルトイという。これを複数の人間で比較競争すればゲームとなるが、ヨーヨーやけん玉または独楽、縄跳びや紙風船などを一人単位で遊ぶことが該当する。紐を玩具に使う様々な遊びも多くこれに当たり、リリアンのようなものから複数で遊ぶあやとり、縄飛び、ゴムとびなどが例示される。
木の実に軸を挿した原始的な独楽は世界中で見られ、それぞれの文化圏の様式に沿って自然発生した。独楽は子供に限らない玩具の典型であり、古代エジプトの頃から美しい装飾が施されたり、回し方にも様々な工夫が発展した。『和名類聚抄』では、日本の独楽は宮廷の儀式道具として独楽廻しの専門職がいたことが記されている。江戸時代には賭場の道具になり、また曲芸としても大成した。ヨーロッパでは16世紀イギリスで多様な種類と形状が発達し、18-19世紀には特に鉄製の独楽が流行した。この中には、氷上でも遊べる工夫が施されたものもあった。

### パズル

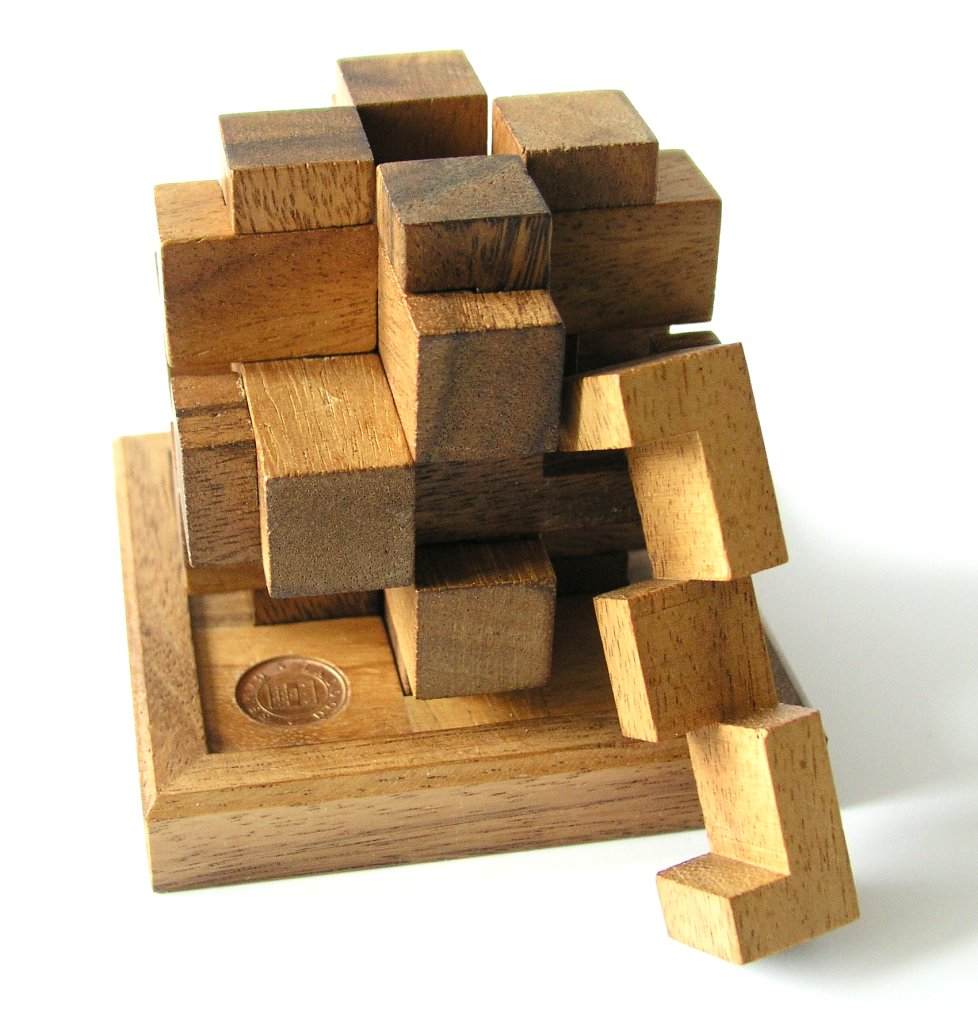
メカニカルパズル。1890年W. アルテクルーズ作。

考える玩具の代表がパズルであり、智慧と工夫をこらして目的を達する。到達点はさまざまであり、単純な知恵の輪からジグソーパズル・メカニカルパズルなど、また何かしら目的のものを作り上げるという意味でブロックもまた立体的なパズルの範疇に入る。

### 競争するゲーム
競争・勝負がつけられる玩具もある。これには運動を伴うものもあれば、基本的に知的作業のみで行われるものもある。貝殻や土器に発し紙が使われるようになっためんこ、独楽を戦わせるベーゴマ、他にもビー玉やおはじきなどもルールに即したゲームとして使われる。
ゲームには、より高度かつ複雑なものも無数に存在する。知的作業のみで行われるものとしては、囲碁、リバーシ、チェッカー、チェス、将棋、シャンチー、マンカラ、バックギャモンなどのボードゲーム類、トランプ、ドミノ、麻雀などのカードゲーム・タイルゲーム類がある。運動を伴うものとしてはかるた、野球盤、ビリヤードなどから、これらが拡張されたスポーツ全般で使われる用具類も、広義の玩具に入れることができる。
最古のボードゲームは紀元前3000年以前の古代エジプト墳墓から発見されているセネトである。これは暦や占いまたは死霊信仰の道具であった。紀元前1400年頃には初期のマンカラが登場してアフリカに伝播した。これは奴隷貿易とともにアメリカ大陸にも伝わり、ハイチではブードゥー教とも関連づいた。一方インドにはギャンブルのひとつとして流行した。

### ボール

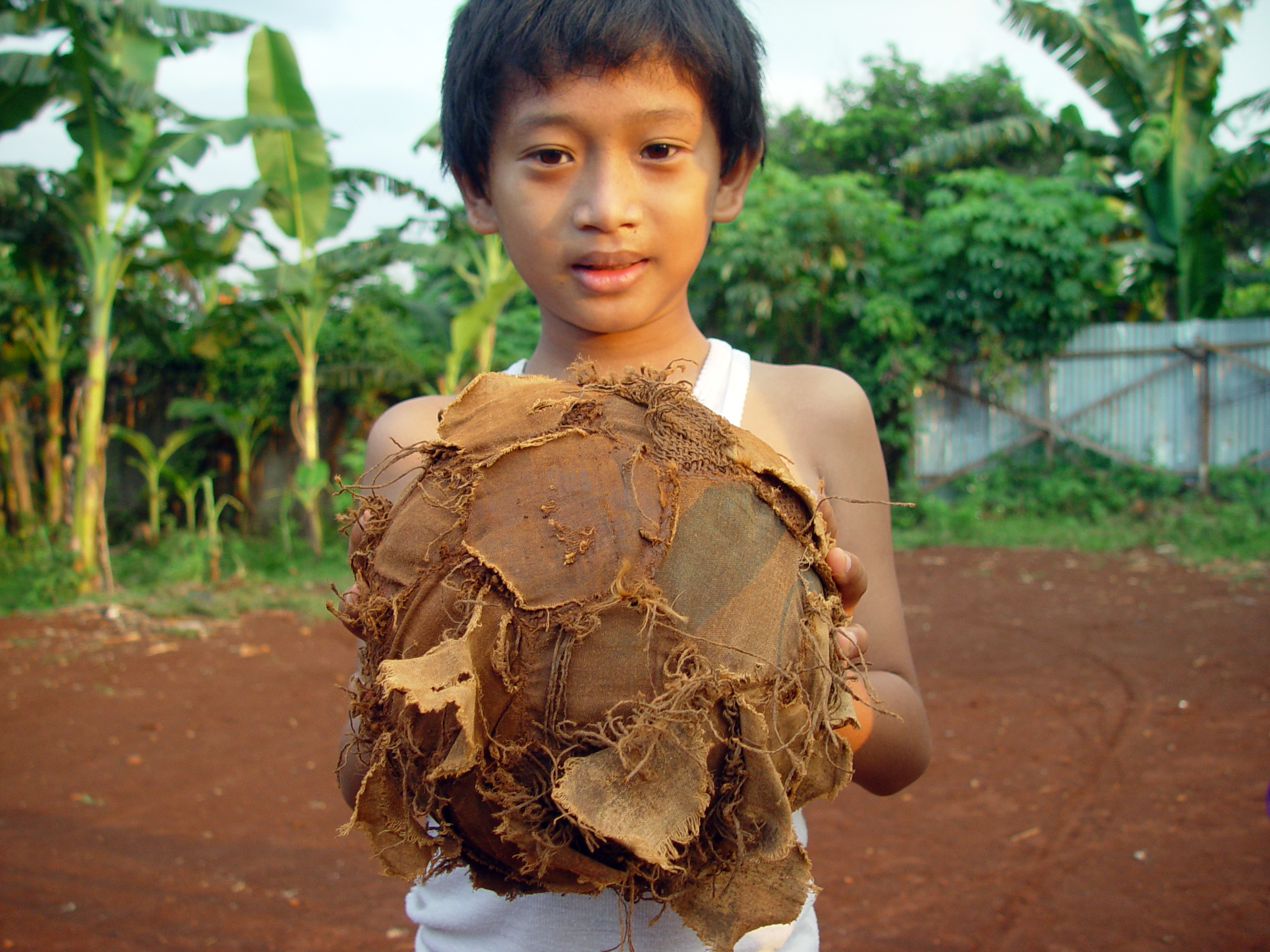
ボールを持つジャカルタの少年。ボール遊びは好ましい運動や身体活動であり、世界中で楽しまれている。

ボールや鞠の発祥は非常に古く定かでないが、多くの地域や文化圏および各歴史の段階を通じた普遍的な玩具である。その発生は、木の実や石などを本能的に投げる人間の行動にあると思われる。
ボールの発展段階を追うことで、それぞれの地域で調達できた材料や加工などの技術史を追うことができる。さらに、手に入れたボールの硬さや重さ、または弾力性などが遊び方を決定づけ、様々なスポーツを生み出す母体ともなった。ボール遊びはゴムの利用によって大きく広がり、運動や競技において征服欲の充足を目的にした様々なゲームやスポーツの発案を助長した。

### 乗り物
子供が乗る、または乗る模倣をする玩具は、ソクラテスの家に棒馬があった事や古代中国にも存在した事、さらに中世ヨーロッパの版画や彫刻に頻繁に現れる点からも広く普及したと考えられる。人が乗って遊ぶ木馬も、中世ロシアには満1歳の男児に贈る習慣があり、17世紀中ごろにイギリスでロッキングホースが発明されたように、広い歴史を持つ。

### ごっこ遊びの玩具

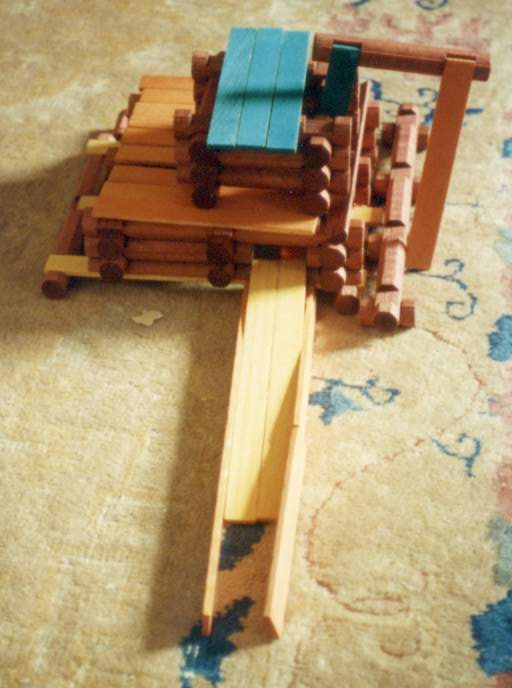
リンカーンログは1920年代から続くアメリカで一般的な工事セットの玩具である。

子供が何らかの人物や職業になりきるごっこ遊び用の玩具も存在する。これには訓練的な意味を持つ場合もあり、プラトンは「将来の建築家は子供の頃から家を建てる遊びをするべし」と記した。それらは仕事に使う道具の模造品であったり、衣装やお面なども含まれる。戦争玩具に分類されるものでも、戦車や戦闘機および砲台等は模型に相当するが、軍刀や勲章など身につける類のものはこの一種になる。

## ブリキの玩具

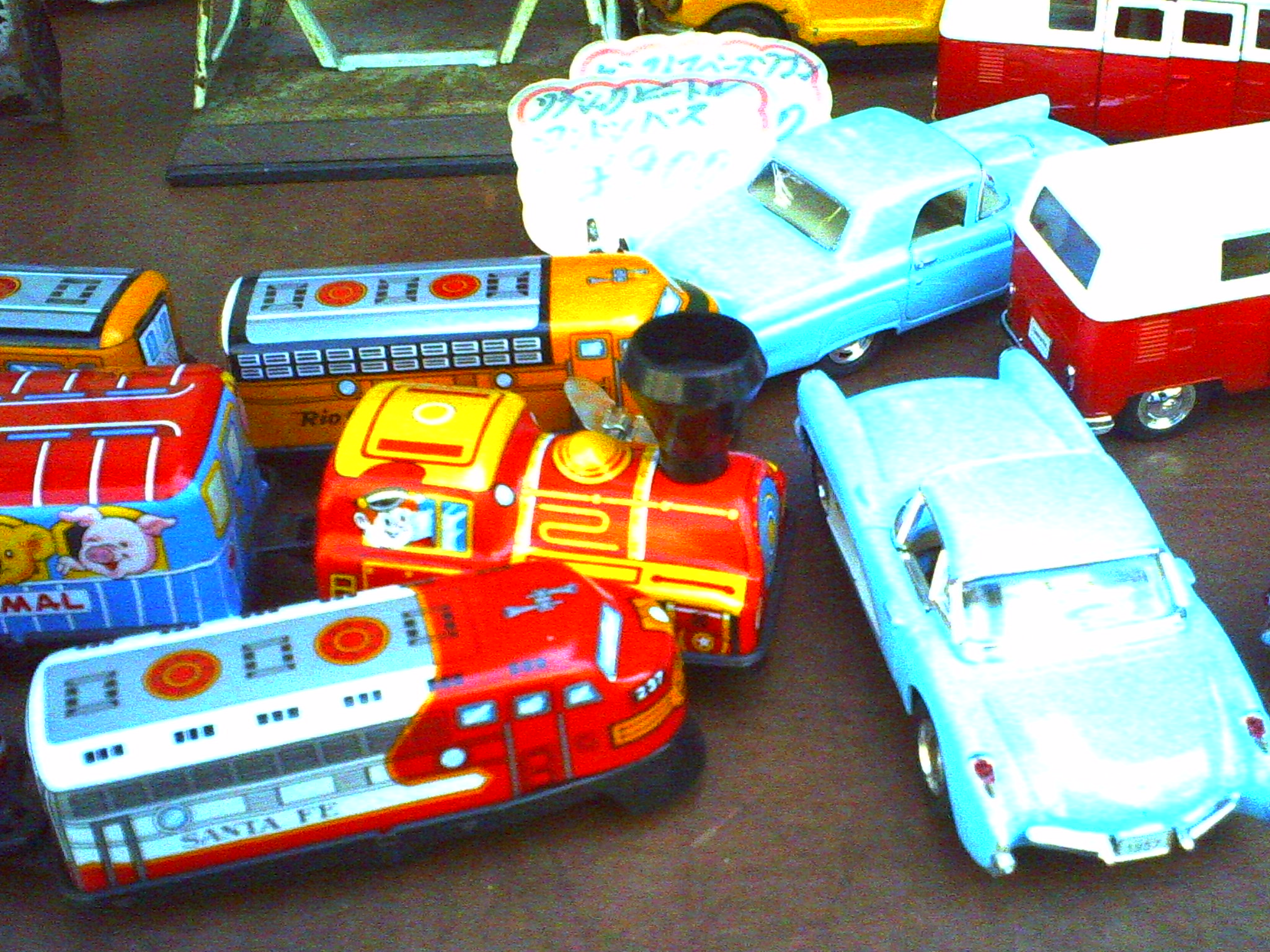
ブリキの玩具

日本国内ではブリキの板をロボットや自動車、鉄道車両（電車など）、船舶、航空機など乗り物のような形に成形・塗装した玩具を「ブリキのおもちゃ」と呼び、懐古趣味的に愛好する人々がいる。昭和初期～中期の生活史を懐かしむ文脈に、ブリキのおもちゃは現れる。19世紀から20世紀初頭にかけてドイツのメーカーが主戦場を築き上げたが、日本におけるブリキの玩具の登場は明治5-6年頃とされる。この頃、石油ランプの普及により大量の石油缶の空缶が廃棄されており、これに玩具業者が再利用して玩具を製造したという。明治7-8年頃ブリキ板が輸入されるようになったが、高価なため古ブリキによる玩具の製造は日清戦争の頃までつづけられた。
第一次世界大戦後、日本のメーカーが台頭して重要な輸出品になった。全盛期は戦後1950年代～1960年代（昭和20～30年代）で、その郷愁を意欲的に追求するために金銭と労力を投入してでもブリキのおもちゃを蒐集する愛好家も存在し、彼らの中で稀少価値の高い品が高値で売買されている。
戦後の復興期においてブリキ製玩具の輸出は外貨獲得に貢献した。当時の玩具に錆びやすいブリキが使用されていた理由はコスト面だけでなく、主力産業へ優先して供給すべき伸銅製品の使用が玩具には制限されていた事も一因と思われる。なお、玩具ではなく教材として販売する場合は伸銅の使用は認められていた。
アサヒ玩具（後にママレンジシリーズを発売後ブリキ玩具から撤退）、バンダイ（後発だが赤箱シリーズの発売により台頭し、後に米国3大メーカーの一社TONKAと提携JAPAN TONKAを発売の後、キャラクター玩具中心となる）、イチコー（最後までブリキにこだわり、子供服のMIKIHOUSEとのコラボでも活躍）・増田屋コーポレーション（ラジコン＝ラジオコントロールを1955年に世界に先駆けて玩具に応用し、商標を保有）等が有名。
ブリキの玩具は資本投下も少なく、金型の製造以外は高度な技術や熟練した工程も少ない。そのため発展途上国が工業化・近代化を促す第一歩として最適な産業と言えよう。戦後日本の輸出を支えたのは燕の洋食器とブリキ玩具とも言われている。その後高度成長期において人件費の高騰によりプラスチックなど主に石油を原料とした作業工程も少なく、人件費のかからないものがブリキにかわり玩具の主流となっていった。昨今一部の蒐集家によりブリキの玩具は過去のものというイメージが強いが現在でも日本を始めとしてマニア向けの復刻版だけでなく、少数ではあるが幼児用の商品が生産されている。ただ、人件費の安い海外製のものも多くなっており、それらはST（玩具安全基準）を満たしていないものもあるので幼児に与えるには注意が必要と思われる。
ブリキ製品は大別して塗装と印刷の2種類に分けられる。ブリキの板をプレス加工した後、さびないように下地に塗装を掛け、もう一度塗装をかける。玩具などでは大体0.25mm～0.4mmが中心で欧米では鋭利で触ると危険なプレスの切断面をジャブ付けと言われる厚地の皮膜で覆うことが多く、そのため比較的厚めである。日本製のものは切断面をもう一度プレスで工程をかけ、折り曲げて安全にする手法をとっており、そのため薄目のものが多い。また塗装も下地をかけてからもう一度塗装するなどの気配りをしている。あらかじめ印刷されたブリキ板をプレス加工して組み立てるものは、加工後を想定して印刷のデザインをする必要があるため、高度な技術が必要となる。このため何回ものテストを繰り返して初めて想定した製品となりうる。印刷はオフセット印刷の特色印刷を用いて、プレス加工に耐えうるインクと保護膜を作るために最後にニスを引いてからプレス加工する。
昔の製品には白色顔料に鉛化合物が含まれていた為に経年変化により黄色味を帯びている。占領下の日本で生産された事を示す"occupied japan"の表示のある物は高値で取引されている。

## 大人が楽しむ玩具

### 大人向け製品
アントニア・フレイザーは著作『おもちゃの文化史』 (ISBN 978-4-472-07331-1) にて、玩具を「成長後も子供時代を懐かしく思う」ものと述べ、大人でも蒐集や歴史家が着目するものと記した。現代では、子供向けに限定されない玩具、大人向けの玩具が豊富に溢れている。パズルやゲーム類は大人が遊ぶに充分なものであり、また人形やロボットなども一種の癒しを与える玩具として重宝される。バウリンガルなどは、ペットと飼い主の双方に働きかける玩具とも定義できる。テレビゲームや高度なラジコンなど、高年齢層までも購買層に狙った玩具が数多く販売されている。

### 蒐集
蒐集の対象としての玩具の歴史は中世で多く見られる。16世紀に始まったと言われるドールハウスは、女の子に与えられた代表的な玩具であったが、貴族階級の大人が楽しむ鑑賞品として発展し、贅を尽くした工芸品を子供が触ることは許されなかった。愛好家の多いフランス人形は、当初新しいデザインの服飾品を宣伝する媒体であった。
日本でも江戸時代には物見遊山や神社仏閣参拝のみやげ物、縁起物とした玩具が発達した。本来子供向けの玩具を蒐集する趣味や遊びが発展し、骨董や嬉遊と並んだ大人の遊楽のひとつとなった。明治時代には人形蒐集家の集まりが「大供会」を結成し機関紙の発行も行われた。この「大供」とは「子供」と対を成す造語である。玩具全般も広く愛され、「おもちゃ番付」の作成や選集の編纂などの盛り上がりを見せた。
現在でもビーニーベイビーやボイズベアーのように、玩具の中には収集の対象となり、大人を含む熱狂的な蒐集家（コレクター）が存在するものもある。中には多額の費用が掛けられるような場合もあり、PEZの稼働式ケース1個がオークションにて1,100ドルで落札された例もある。

## 玩具を素材にした作品
曲・童謡
- おもちゃのマーチ 作詞：海野厚 作曲：小田島樹人
- おもちゃのチャチャチャ 作詞：野坂昭如・吉岡治 作曲：越部信義
- シャボン玉 作詞：野口雨情 作曲：中山晋平
- おもちゃ箱 作曲:ドビュッシー
- おもちゃの兵隊の観兵式 作曲:レオン・イェッセル
- 音楽おもちゃ箱 作曲:ソフィア・グバイドゥーリナ

本
- 悲しき玩具 石川啄木
- ノディ 児童文学
- 玩具修理者 小説

映画
- おもちゃの国を救え! アニメーション映画
- トイ・ストーリーシリーズアニメ映画
- マゴリアムおじさんの不思議なおもちゃ屋映画
- おもちゃの国のクリスマス 実写映画
- ドックはおもちゃドクターディズニージュニアのアニメ
- トイズ 実写映画
- チャイルド・プレイ(1988年)
- ジングル・オール・ザ・ウェイ(1996年)
- スモール・ソルジャーズ(1998年)

テレビ
- おもちゃ屋ケンちゃん 児童向けドラマ

## 取り扱い

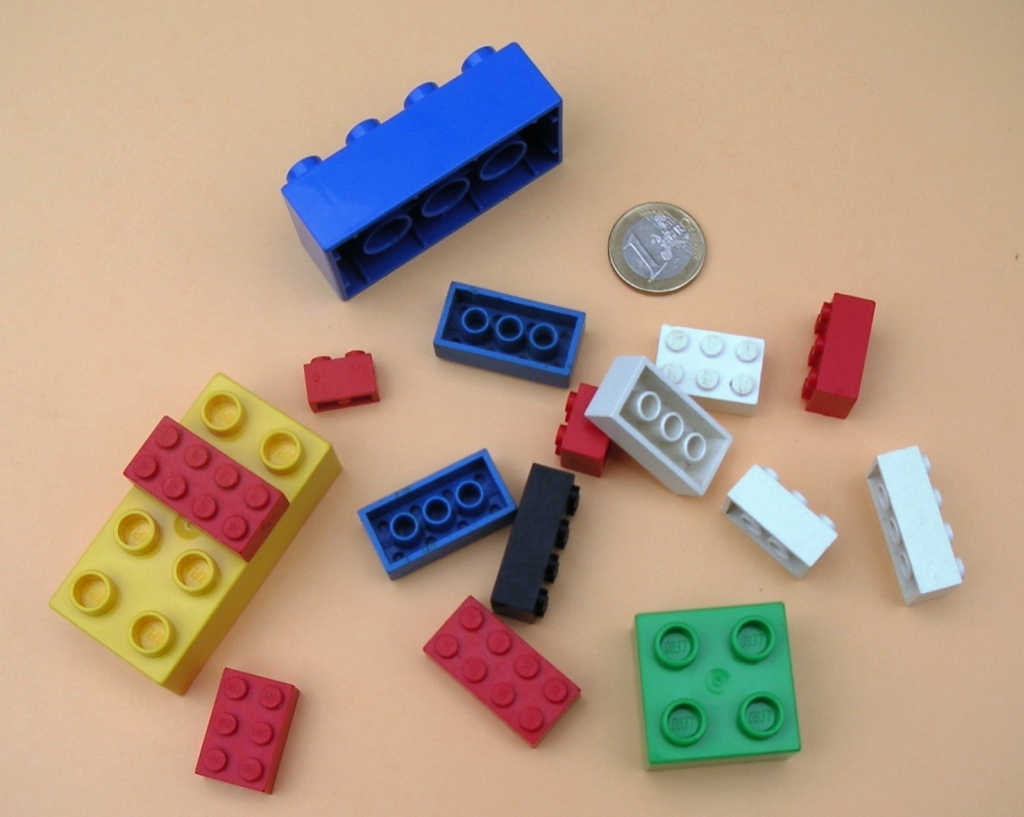
レゴのような小片を含む玩具について、小児が誤って飲み込まないように警告するように複数の国で法律が定められている。

### 法令等
多くの国で販売される玩具に対する安全基準が設定されている。日本の場合、乳幼児玩具は食品衛生法が適用され、毒性が指摘されている重金属や砒素の溶出が検査される。また、電気を使う玩具には電気用品安全法に則したPSEマークの表示が義務づけられ、花火には火薬類取締法の規制がかかる。業界の自主規制では、SGマークやSTマークなどがある。
欧州委員会では2008年12月18日に「玩具の安全性に関する指令」 (88/378/EEC) の改訂が提案された。これでは、玩具に含有する物質の規制が強化され、REACH規制に基づくCMR物質（発癌性物質、変異原性物質、生殖毒性物質）やアレルギー物質、芳香物質の一部に対する使用禁止や規制、使用時のリスクに対する注意の表示義務、誤飲等のリスク規制、食玩と食品の接触禁止などを盛り込んだ。これは2009年上旬に発効された。
玩具企業には、数量が多くなる製品を確保するために実体がはっきりしない外注を利用し、しばしば外国の工場で製造をすることがある。近年、アメリカでは中国製玩具で受取り拒否に踏み切った事態が発生した。監視が行き届かない下請け企業は、時に不適切な製造方法をとることがある。大規模な市場を持つアメリカ合衆国政府は、玩具製造企業に対して販売する前に製品評価を義務づける準備を行っている。
名称や図柄を使うキャラクター玩具などには著作権や商標登録の権者の許諾が必要になる。また、日本では青少年の健全な育成に好ましくないと判断される「有害玩具」を都道府県の条例で販売や貸与などに規制をかけている自治体もある。

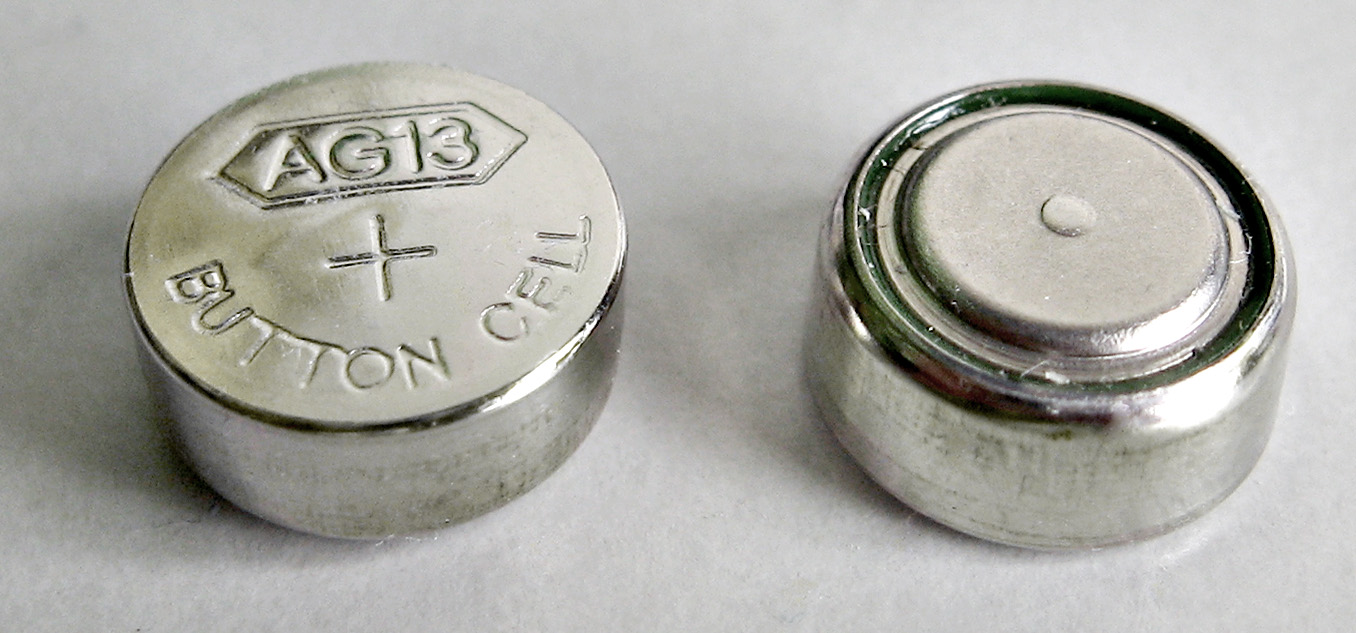
LR44(en)ボタン型電池（別称：AG13）。多くの玩具で使用されている。

### リサイクルやリユース
子供が成長したり、または興味をなくしたりしたような際、玩具はリユースを検討される。グッドウィル・インダストリーズや救世軍などチャリテシーへの寄付やガレージセールへの出展、オークションまたは美術館への寄贈など、その方法は様々である。壊れた玩具や何かしらの理由で不具合を生じたものは、廃棄する際に注意を払う必要がある。寄付や販売する際には丁寧に扱い、きれいにしておくべきであり、また部品が揃っていることも必須である。
2007年に発生した中国製品の安全性問題によって、アメリカ国内で玩具を扱った数多くのチャリティーが中断したり取り消されたりする事態が起きた。グッドウィル・インダストリーズはぬいぐるみを除く全玩具の寄付受取りを停止し、他のチャリティーも政府が発行したチェックリストに基づいて玩具類に対する確認を実施した。
電気製品の3R促進を目標に制定されたWEEE指令（電気電子機器廃棄物に関する欧州連合指令）では、2007年1月2日よりイギリスにおける玩具へ適用させる運用が始まった。

## 美術館・博物館・関連する地域等

### 日本
- 現代玩具博物館[75]
- 有馬玩具博物館[76]
- 東京おもちゃ美術館[77]
- 日本玩具博物館[78]
- 壬生町おもちゃ博物館[79]
- 和倉昭和博物館とおもちゃ館[80]
- おもちゃのまち - おもちゃのまち駅（栃木県壬生町）
- おもちゃのまちバンダイミュージアム[81]
- おもちゃ王国
- 五十崎凧博物館
- 伊香保おもちゃと人形自動車博物館
- エルツおもちゃ博物館・軽井沢
- 円形劇場くらよしフィギュアミュージアム
- 静岡ホビースクエア
- 蓼科テディベア美術館
- 日本独楽博物館
- ブリキのおもちゃ博物館
- リカちゃんキャッスル
- わらべ館
- 他[82]

### 日本国外
- 香港国際玩具博物館[83]
- トイワールド・ミュージアム(スイス、バーゼル)
- ポロック玩具博物館(イギリス、ロンドン)
- V&A子供博物館(イギリス、ロンドン)

## 読書案内
- Kline, Stephen (1995). Out of the Garden: Toys, TV, and Children's Culture in the Age of Marketing. Verso Books. ISBN 1-85984-059-0
- Walsh, Tim (2005). Timeless Toys: Classic Toys and the Playmakers Who Created Them. Andrews McMeel Publishing. ISBN 0-7407-5571-4
- Wulffson, Don L.. Toys!. Henry Holt and Company. ISBN 0-8050-6196-7
- Paolo Rampini , The Golden Book of Toycars  1900-1980 , Edizioni P.R.  2004 .